# یواس‌اس هیل (دی‌دی-۶۴۲)
یواس‌اس هیل (دی‌دی-۶۴۲) (به انگلیسی: USS Hale (DD-642)) یک کشتی بود که طول آن ۱۱۴٫۷ متر (۳۷۶ فوت) بود. این کشتی در سال ۱۹۴۳ ساخته شد.